# J2F (航空機)

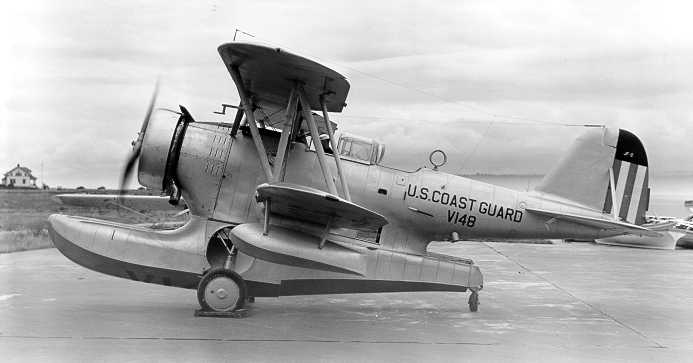
グラマン J2F-3 ダック

グラマン J2Fダック (DUCK) は、アメリカ合衆国のグラマン社で生産した水陸両用機。

## 概要
胴体下部にフロートが繋がったユニークな構造の機体であり、フロート内の空間に燃料や貨物の他、並列のシートに2名まで人員を乗せて輸送が可能だった。尾部には着艦フックを装備しており、空母への着艦も可能であった。
1933年4月24日に原型となるJF-1が初飛行に成功してから1945年に戦争の終結によって生産がキャンセルされるまでの長期間にわたって約600機製造された。
J2Fは文字どおりの汎用機として哨戒、海難救助、輸送、連絡、観測、標的曳航、煙幕展開等の任務で活躍した。
1937年2月にはアルゼンチン海軍が　8機、39年11月に1機購入し、アルゼンチン空軍も3機購入している。
1971年に公開されたイギリス映画『マーフィの戦い』の撮影にも用いられた。動くJ2Fが見られる数少ない動画の一つとなっている。

## バリエーション
- JF-1：原型機
- J2F-1：艦上機として多様な任務に対応できるように開発されたJFの発展型。
- J2F-2：エンジンを790hpのライトR-1820-30に換装したパワーアップ型。
- J2F-3：要人輸送機として使用された。
- J4F-4：J2F-2と同一仕様。
- J4F-5：エンジンと武装を強化した。
- J2F-6：エンジンはR-1820-54を搭載。

## スペック
- 全長：10.36 m
- 全幅：11.89 m
- 全高：3.76 m
- 翼面積：38.0 m2
- 自重：2,470 kg
- 全備重量：3,307 kg
- エンジン：ライト R-1820-54 空冷星型9気筒 900hp×1
- 最大速度：306 km/h
- 巡航速度：249 km/h
- 海面上昇率：405 m/min
- 実用上限高度：8,140 m
- 航続距離：1,370 km
- 武装
  - 爆弾 45 kg ×2
  - 7.62mm機関銃×1
- 乗員: 2+2名